# Limachito
Limachito es un sector de la Comuna Limache, ubicado en la parte sur del Estero Limache, en la Región de Valparaíso, Chile.
A fecha de agosto de 2005 tiene 1.549 habitantes y es uno de los sectores de la comuna donde la propiedad se encuentra más dividida. Su valor, sin embargo, es uno de los más bajos, debido a que las tierras son poco productivas a causa de su calidad como a la falta de riego.
- Datos: Q5976479